# La Verdière
La Verdière est une commune française située dans le département du Var en région Provence-Alpes-Côte d'Azur.

## Géographie

### Localisation
La commune se situe sur le territoire du haut var et du parc naturel régional du Verdon.

### Voies de communications et transports

#### Voies routières
- Le village se trouve au croisement des départementales 30 et 554.

#### Transports en commun
- Transport en Provence-Alpes-Côte d'Azur

Commune desservie par le réseau régional de transports en commun Zou !. Les collectivités territoriales ont en effet mis en œuvre un « service de transports à la demande » (TAD), réseau régional Zou !.

#### Lignes SNCF
- La gare la plus proche se trouve à Manosque.

### Communes limitrophes
La commune de la Verdière est limitrophe des communes de Saint-Julien, Quinson, Montmeyan, Tavernes, Varages, Saint-Martin-de-Pallières, Esparron et Ginasservis et à 37,4 km du Lac de Sainte-Croix.

### Géologie et relief
Commune membre du Parc naturel régional du Verdon.
Juché au sommet du village éponyme, le château de la Verdière embrasse un vaste panorama. On peut apercevoir au nord, les villages de Moustiers-Sainte-Marie et de Castellane ; à l'ouest, le Mont Ventoux et le Luberon ; au sud-ouest, les montagnes de la Sainte-Baume et de la Sainte-Victoire et enfin au sud-est, la chaîne des Maures.

### Sismicité
Il existe trois zones de sismicité dans le Var : 
- Zone 0 : risque négligeable. C'est le cas de bon nombre de communes du littoral varois, ainsi que d'une partie des communes du centre Var. Malgré tout, ces communes ne sont pas à l'abri d'un effet tsunami, lié à un séisme en mer.
- Zone Ia : risque très faible. Concerne essentiellement les communes comprises dans une bande allant de la montagne Sainte-Victoire au massif de l'Esterel.
- Zone Ib : risque faible. Ce risque le plus élevé du département, qui n'est pas le plus haut de l'évaluation nationale, concerne 21 communes du nord du département.

La commune de La Verdière est en zone sismique de faible risque Ib.

### Hydrographie et les eaux souterraines
- Caractéristiques des masses d'eau impactées par la commune[5] :
  - Masses d'eau superficielles directement impactées (traversant la commune) : Vallon du pont, Ruisseau l'Abéou, Le ruisseau la Vabre, L'aqueduc de La Verdière[6].
  - masses d'eaux souterraines impactées par la commune : Plateaux calcaires des Plans de Canjuers et de Fayence, Domaine marno-calcaire et gréseux de Provence est - BV Côtiers est, Domaine marno-calcaires Provence est - BV Durance, la source de Montbrien.

### Climat
Pour des articles plus généraux, voir Climat de Provence-Alpes-Côte d'Azur et Climat du Var.
En 2010, le climat de la commune est de type climat méditerranéen altéré, selon une étude du Centre national de la recherche scientifique s'appuyant sur une série de données couvrant la période 1971-2000. En 2020, Météo-France publie une typologie des climats de la France métropolitaine dans laquelle la commune est exposée à un climat méditerranéen dans la région climatique  Provence, Languedoc-Roussillon, caractérisée par une pluviométrie faible en été, un très bon ensoleillement (2 600 h/an), un été chaud (21,5 °C), un air très sec en été, sec en toutes saisons, des vents forts (fréquence de 40 à 50 % de vents > 5 m/s) et peu de brouillards. 
Pour la période 1971-2000, la température annuelle moyenne est de 12,9 °C, avec une amplitude thermique annuelle de 16,9 °C. Le cumul annuel moyen de précipitations est de 786 mm, avec 6,3 jours de précipitations en janvier et 3,1 jours en juillet. Pour la période 1991-2020, la température moyenne annuelle observée sur la station météorologique de Météo-France la plus proche, « Varages », sur la commune de Varages à 5 km à vol d'oiseau, est de 14,3 °C et le cumul annuel moyen de précipitations est de 786,8 mm. 
La température maximale relevée sur cette station est de 44,5 °C, atteinte le 28 juin 2019 ; la température minimale est de −12,5 °C, atteinte le 2 mars 2005,,. 
Les paramètres climatiques de la commune ont été estimés pour le milieu du siècle (2041-2070) selon différents scénarios d'émission de gaz à effet de serre à partir des nouvelles projections climatiques de référence DRIAS-2020. Ils sont consultables sur un site dédié publié par Météo-France en novembre 2022.

### Lieux-dits et hameaux

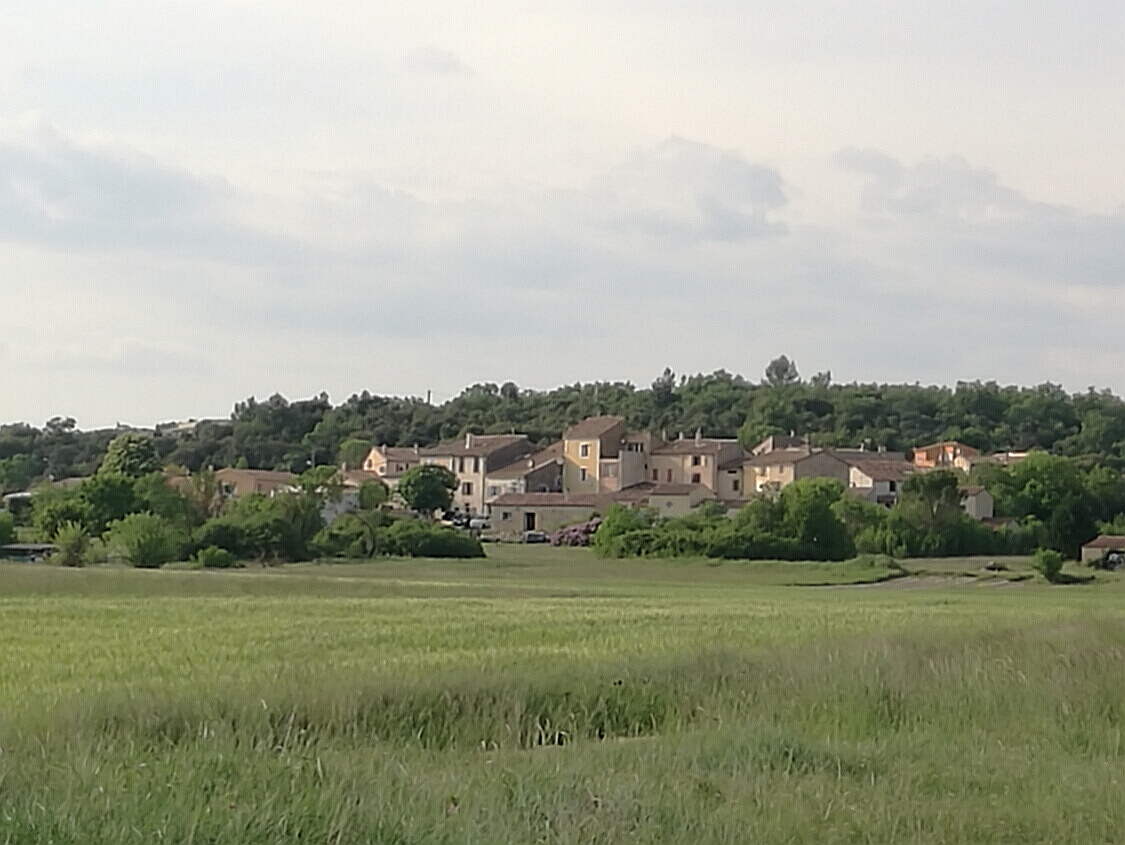
Le hameau de La Mourotte.

- Hameau de la Mourotte[14].

## Urbanisme

### Typologie
Au 1er janvier 2024, La Verdière est catégorisée commune rurale à habitat dispersé, selon la nouvelle grille communale de densité à sept niveaux définie par l'Insee en 2022.
Elle est située hors unité urbaine. Par ailleurs la commune fait partie de l'aire d'attraction de Marseille - Aix-en-Provence, dont elle est une commune de la couronne,. Cette aire, qui regroupe 115 communes, est catégorisée dans les aires de 700 000 habitants ou plus (hors Paris),.

### Intercommunalité
Membre de la communauté de communes Provence Verdon.

### Occupation des sols
L'occupation des sols de la commune, telle qu'elle ressort de la base de données européenne d’occupation biophysique des sols Corine Land Cover (CLC), est marquée par l'importance des forêts et milieux semi-naturels (69,5 % en 2018), une proportion sensiblement équivalente à celle de 1990 (69,4 %). La répartition détaillée en 2018 est la suivante : 
forêts (57,7 %), zones agricoles hétérogènes (14,9 %), terres arables (12,8 %), milieux à végétation arbustive et/ou herbacée (11,8 %), zones urbanisées (2,8 %). L'évolution de l’occupation des sols de la commune et de ses infrastructures peut être observée sur les différentes représentations cartographiques du territoire : la carte de Cassini (XVIIIe siècle), la carte d'état-major (1820-1866) et les cartes ou photos aériennes de l'IGN pour la période actuelle (1950 à aujourd'hui).

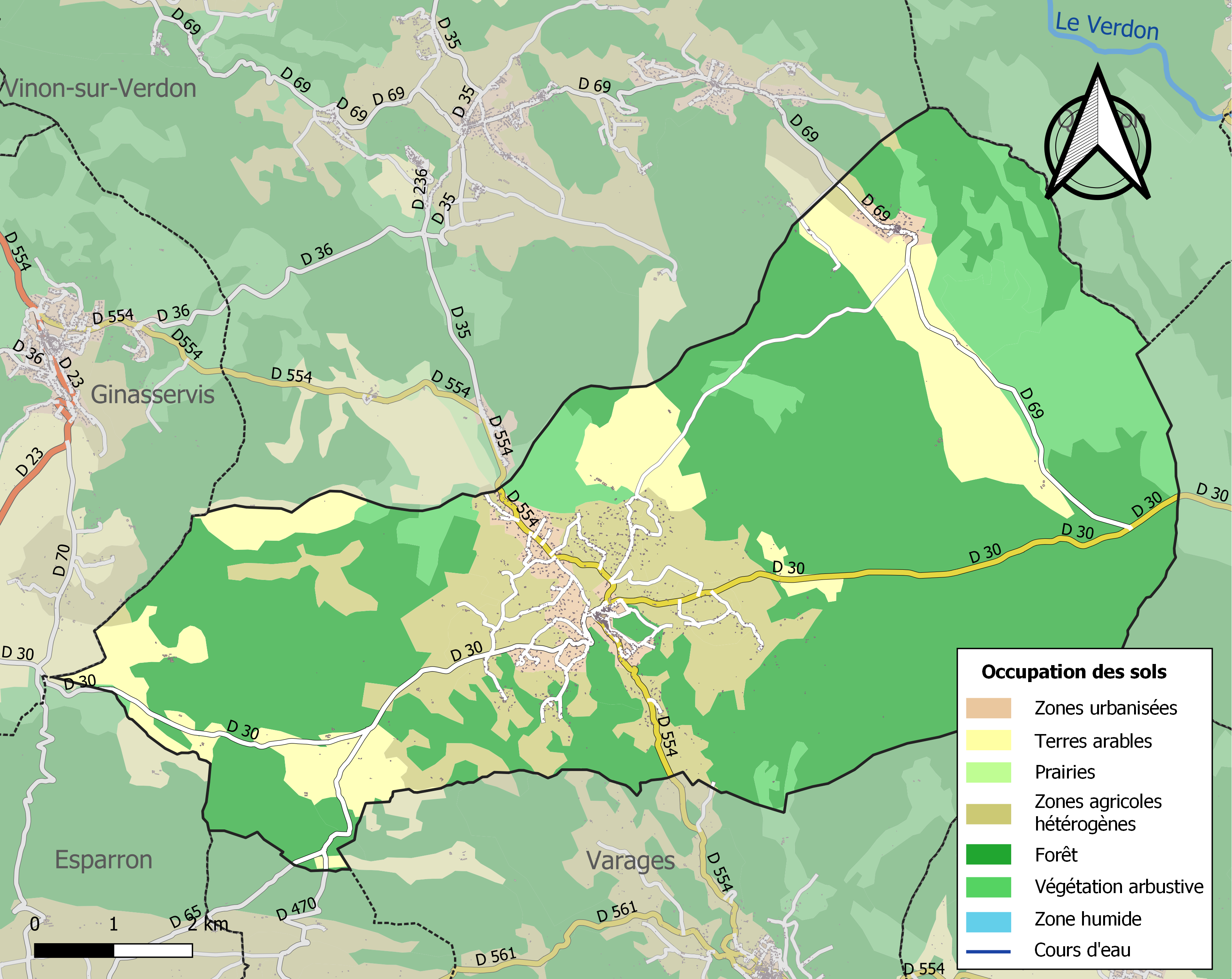
Carte des infrastructures et de l'occupation des sols de la commune en 2018 (CLC).

## Toponymie
La Verdière s'écrit en provençal La Verdièra selon la norme classique et La Verdièro selon la norme mistralienne.[réf. nécessaire]

## Histoire
Du XIIe au XVe siècle, l'abbaye Saint-André de Villeneuve-lès-Avignon possédait le prieuré Notre-Dame-d’Église (à l’époque, Sancte Marie de Basseto).
La mort de la reine Jeanne Ire ouvre une crise de succession à la tête du comté de Provence, les villes de l’Union d'Aix (1382-1387) soutenant Charles de Duras contre Louis Ier d'Anjou. La dame de La Verdière, Philipotte de Vintimille, se rallie aux Angevins en 1385, après la mort de Louis Ier.
Après la guerre de Cent Ans et une fois la sécurité revenue, de 1442 à 1471, plusieurs familles venues de Sausses s'installent à La Verdière afin de repeupler la communauté.

### Les Templiers et les Hospitaliers
La bastide de Brauch, lieu-dit la Grande Bastide, fief de Brauch et membre de la commanderie de Saint-Maurice à l'époque des ordres militaires (Templiers puis des Hospitaliers de l'ordre de Saint-Jean de Jérusalem),.

## Politique et administration
| Période                                  | Période  | Identité                                | Étiquette | Qualité      |
| ---------------------------------------- | -------- | --------------------------------------- | --------- | ------------ |
| 1790                                     | 1793     | André Bourjac                           |           | Propriétaire |
| 1793                                     | 1799     | Antoine Taron                           |           | Boucher      |
| 1799                                     | 1803     | Jean-Étienne Blanc                      |           | Notaire      |
| 1803                                     | 1806     | Léon-Alexandre Menut                    |           | Négociant    |
| 1806                                     | 1830     | Auguste-Pierre-Marie de Forbin d'Oppède |           | Baron        |
| 1830                                     | 1832     | Jean-Étienne-Grégoire Blanc             |           | Notaire      |
| 1832                                     | 1832     | Roch-François-Augustin Devime           |           | Propriétaire |
| 1832                                     | 1832     | Jean-Étienne-Grégoire Blanc             |           | Notaire      |
| 1832                                     | 1843     | Roch-François-Augustin Devime           |           | Propriétaire |
| 1843                                     | 1848     | Jean-Étienne-Grégoire Blanc             |           | Notaire      |
| 1848                                     | 1848     | Louis-Joseph Vincens                    |           | Propriétaire |
| 1848                                     | 1848     | Jean-Pierre Reboul                      |           | Propriétaire |
| 1848                                     | 1852     | Georges-Auguste Menut                   |           | Médecin      |
| 1852                                     | 1855     | Prosper Fériaud                         |           | Négociant    |
| 1855                                     | 1855     | Désiré Laumain                          |           | Propriétaire |
| 1855                                     | 1862     | Étienne-Grégoire Blanc                  |           | Notaire      |
| 1862                                     | 1864     | Prosper Fériaud                         |           | Propriétaire |
| 1864                                     | 1870     | Louis-Auguste Burle                     |           | Propriétaire |
| 1870                                     | 1870     | Édouard Charles                         |           | Rentier      |
| 1870                                     | 1871     | Émile Fériaud                           |           | Médecin      |
| 1871                                     | 1871     | Louis-Auguste Burle                     |           | Propriétaire |
| 1871                                     | 1877     | Désiré Laumain                          |           | Propriétaire |
| 1877                                     | 1877     | Ernest Pothonier                        |           | Notaire      |
| 1877                                     |          | Émile Fériaud                           |           | Médecin      |
| Les données manquantes sont à compléter. |          |                                         |           |              |
| 1959                                     | 1965     | M. Julien Martin                        |           |              |
| 1965                                     | 1971     | M. Julien Martin                        |           |              |
| 1971                                     | 1977     | M. Julien Martin                        |           |              |
| 1977                                     | 1983     | M. René Beauduen                        |           |              |
| 1983                                     | 1989     | M. René Beauduen                        |           |              |
| 1989                                     | 1995     | M. Joseph Devivies                      |           |              |
| 1995                                     | 2001     | M. Jean Lefèvre                         |           |              |
| 2001                                     | 2007     | M. Denis Beauduen                       |           |              |
| Les données manquantes sont à compléter. |          |                                         |           |              |
| 2014                                     | 2020     | M. Hervé Chatard                        | DVG       |              |
| 2020                                     | En cours | M. Gilles Rogier                        |           |              |

### Budget et fiscalité 2020
En 2020, le budget de la commune était constitué ainsi :
- total des produits de fonctionnement : 1 422 000 €, soit 880 € par habitant ;
- total des charges de fonctionnement : 980 000 €, soit 607 € par habitant ;
- total des ressources d’investissement : 430 000 €, soit 266 € par habitant ;
- total des emplois d’investissement : 759 000 €, soit 470 € par habitant.
- endettement : 445 000 €, soit 276 € par habitant.

Avec les taux de fiscalité suivants :
- taxe d’habitation : 9,73 % ;
- taxe foncière sur les propriétés bâties : 12,20 % ;
- taxe foncière sur les propriétés non bâties : 46,97 % ;
- taxe additionnelle à la taxe foncière sur les propriétés non bâties : 0,00 % ;
- cotisation foncière des entreprises : 0,00 %.

Chiffres clés Revenus et pauvreté des ménages en 2018 : médiane en 2018 du revenu disponible, par unité de consommation : 20 250 €.

## Population et société

### Démographie

#### Évolution démographique
L'évolution du nombre d'habitants est connue à travers les recensements de la population effectués dans la commune depuis 1793. Pour les communes de moins de 10 000 habitants, une enquête de recensement portant sur toute la population est réalisée tous les cinq ans, les populations de référence des années intermédiaires étant quant à elles estimées par interpolation ou extrapolation. Pour la commune, le premier recensement exhaustif entrant dans le cadre du nouveau dispositif a été réalisé en 2006.

En 2022, la commune comptait 1 674 habitants, en évolution de +4,63 % par rapport à 2016 (Var : +4,98 %, France hors Mayotte : +2,11 %).
| 1793  | 1800  | 1806  | 1821  | 1831  | 1836  | 1841  | 1846  | 1851  |
| ----- | ----- | ----- | ----- | ----- | ----- | ----- | ----- | ----- |
| 1 688 | 1 775 | 1 614 | 1 569 | 1 597 | 1 676 | 1 519 | 1 507 | 1 473 |

| 1856  | 1861  | 1866  | 1872  | 1876  | 1881  | 1886  | 1891 | 1896 |
| ----- | ----- | ----- | ----- | ----- | ----- | ----- | ---- | ---- |
| 1 322 | 1 382 | 1 313 | 1 236 | 1 184 | 1 201 | 1 071 | 955  | 920  |

| 1901 | 1906 | 1911 | 1921 | 1926 | 1931 | 1936 | 1946 | 1954 |
| ---- | ---- | ---- | ---- | ---- | ---- | ---- | ---- | ---- |
| 900  | 885  | 867  | 678  | 657  | 565  | 497  | 502  | 481  |

| 1962 | 1968 | 1975 | 1982 | 1990 | 1999 | 2006  | 2011  | 2016  |
| ---- | ---- | ---- | ---- | ---- | ---- | ----- | ----- | ----- |
| 473  | 486  | 505  | 524  | 646  | 782  | 1 297 | 1 602 | 1 600 |

| 2021  | 2022  | - | - | - | - | - | - | - |
| ----- | ----- | - | - | - | - | - | - | - |
| 1 651 | 1 674 | - | - | - | - | - | - | - |

## Économie

### Entreprises et commerces

#### Agriculture
- Coopérative vinicole dite Société coopérative agricole La Verdiéroise[34].

Les vins produits sur la commune sont d'indication géographique protégée : Méditerranée (IGP); Var (IGP).

#### Tourisme
- Camping de la Verdière[36].
- Gîtes de France[37].
- Restaurants.
- Foyer rural Laïque de Jeunes et d'Éducation populaire[38].

#### Commerces et services
- Commerces et services de proximité.

## Culture locale et patrimoine

### Lieux et monuments

#### Le château

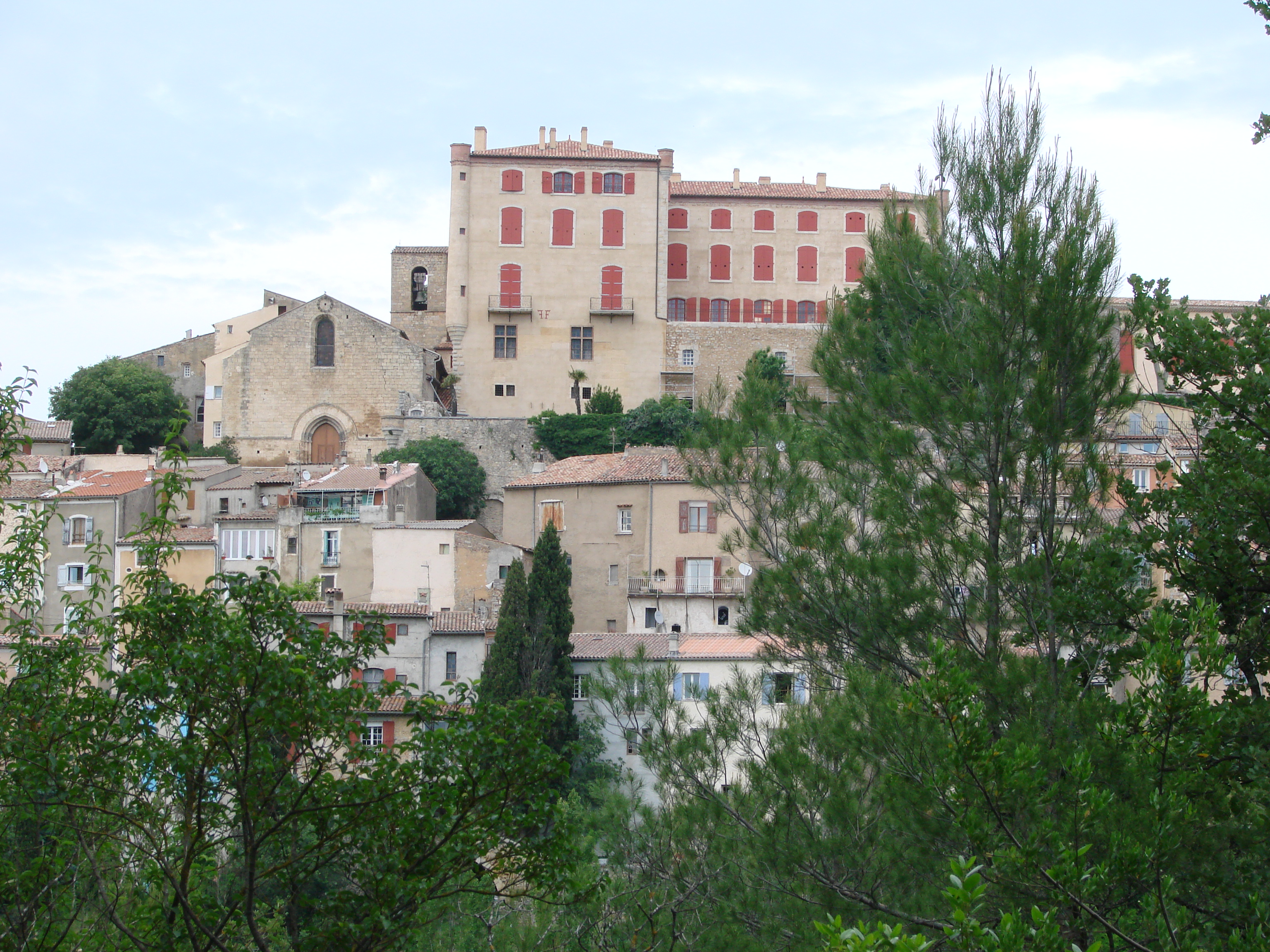
Le château de La Verdière.

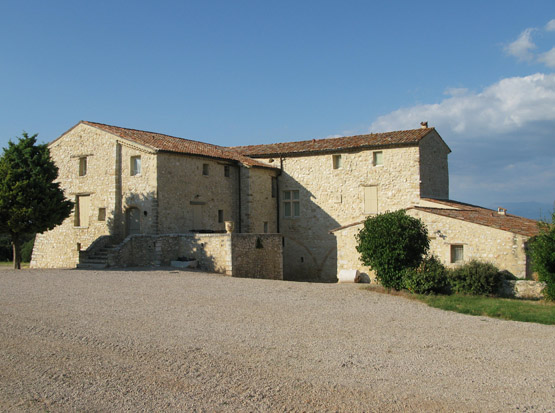
La bastide de Brauch.

La construction du château est due à la famille royale des comtes de Castellane en 980 sous la forme d'une forteresse.
Après avoir appartenu aux comtes de Vintimille de 1262 à 1437, l’édifice revient de nouveau à la maison des Castellane puis entre, en 1613, dans la famille des comtes de Forbin. Ce sont ces trois grandes familles qui offrirent au château de la Verdière une architecture si particulière née de ces différentes périodes d’aménagement.
Par son caractère militaire, la Verdière commandait la route menant d'Arles à Castellane.
Une chapelle fut également édifiée au pied du château, aujourd'hui l'église paroissiale du village.
Le château et son parc sont entièrement classés au titre de la loi du 31 décembre 1913 sur les Monuments historiques depuis 1986.
On peut visiter le château, il est depuis ces dernières années sauvé de l’état de ruine dans lequel il se trouvait.

#### Le patrimoine religieux
* L'église :
L'église paroissiale de l'Assomption, inscrite sur l'inventaire supplémentaire des monuments historiques, est accolée au château qui communique avec elle par un escalier intérieur. Une chapelle castrale s'y trouvait au Moyen Âge. Les cloches datent de 1604 et 1615  sont classées au titre des objets mobiliers.
- Les chapelles :

La chapelle Notre-Dame-de-la-Salette, autrefois Notre-Dame-de-Santé
La chapelle Notre-Dame-de-Santé est un lieu de pèlerinage depuis le XVe siècle. La tradition dit qu'elle contient une pierre rapportée de Jérusalem en 1655 par un religieux, au retour de son pèlerinage.
La chapelle Saint-Roch.  Saint Roch est le saint patron de la commune,.
La cloche de 1617 de la chapelle Saint-Roch.
La chapelle Saint-Pierre-de-la-Mourotte.
La cloche de 1746.
* Le monument aux morts :
Monument aux morts. Conflits commémorés : Guerres de 1914-1918 - 1939-1945 - Indochine (1946-1954).
* Le patrimoine rural :
Le lavoir de la Gouargo-la-Verdière.
L'aqueduc :
Les conduites et aqueduc souterrains d'adduction d'eau datent de la même époque que le château. La partie aérienne a été projetée au début des années 1800 pour permettre à l'eau de la source de Montbrien, captée par aqueduc souterrain, de passer le vallon du Naï.
La mise en eau est faite vers 1826. La source de Saint-Jean utilisée pour couler aux six fontaines du village, n'arrivait plus au niveau de la conduite souterraine passant sous le parc du château. Depuis les années 1968, la source alimente les fontaines.

### Personnalités liées à la commune
- Antoine Honoré de Castellane-Bézaudun (1559-1594), né à La Verdière, chef ligueur pendant les guerres de religion[55]
- Paul Blanc (1836-1910), peintre et graveur. Issu d'une famille de la Verdière, il y est né et inhumé. Ses dessins de mendiants appréciés par leurs qualités artistique et expressive sont un document sur la misère au XIXe siècle.

### Héraldique
|  | Les armoiries de La Verdière se blasonnent ainsi : De gueules au château donjonné de trois tours d’or, ouvert du champ, ajouré et maçonné de sable ; au chef d'or. |